# خيسوس هرنانديز
خيسوس هرنانديز (بالإسبانية: Jesús Hernández Blázquez)‏ ولد بتاريخ 28 سبتمبر 1981 في إسبانيا، هو دراج إسباني في صنف سباق الدراجات على الطريق.

## روابط خارجية
- خيسوس هرنانديز على موقع الاتحاد الدولي للدراجات (الإنجليزية)
- خيسوس هرنانديز على موقع أرشيف الدراجات (الإنجليزية)
- خيسوس هرنانديز على موقع إحصائيات الدراجات الإحترافية (الإنجليزية)
- خيسوس هرنانديز على موقع نسبة الدراجات (الإنجليزية)
- خيسوس هرنانديز على موقع CycleBase (الإنجليزية)